# Ted Burgin
Edward "Ted" Burgin (født 29. april 1927 i Bradfield, Yorkshire, død 26. marts 2019) var en engelsk fodboldspiller, der spillede 551 kampe i the Football League som målmand for Sheffield United, Doncaster Rovers, Leeds United og Rochdale.
Burgin spillede desuden 2 kampe for det engelske B-landshold.